# Raison (nouvelle)
Pour les articles homonymes, voir Raison (homonymie).
Raison (titre original : Reason) est une nouvelle de science-fiction d'Isaac Asimov parue pour la première fois en avril 1941 dans la revue Astounding Science Fiction.

## Publications
- Publications aux États-Unis

La nouvelle est publiée pour la première fois en avril 1941 dans la revue Astounding Science Fiction. Cette nouvelle fait partie des recueils Les Robots et Nous les robots.
- Publications en France

La nouvelle paraît en France dans le recueil Les Robots, qui a été publié à plusieurs reprises (1967, 1972, 1973, 1976, 1977, etc).  
Elle a aussi été publiée dans Le Grand Livre des robots (éditions Presses de la Cité) dans quatre éditions (1990, 1999, 2000, 2003).
- Publications dans d'autres pays

La nouvelle a été publiée dans divers pays sous les titres suivants :
- Espagne : Razón (1956)
- Japon : われ思う、ゆえに (1962)
- Pays-Bas : Logica (1966)
- Hongrie : Logika (1966)
- Roumanie : Raționament (1967)
- Allemagne : Vernunft (1952), puis Logik (1962)
- Italie : Secondo ragione (1973), puis Essere razionale (2003)

## Résumé
L'action de la nouvelle se déroule six mois après celle de Cercle vicieux, c'est-à-dire en 2015 ou en 2016, mais elle peut être lue indépendamment. Elle met en scène Grégory Powell et Michael Donovan, deux testeurs de robots de l'US Robots. 
En mission sur une station spatiale solaire, Mike et Greg doivent de nouveau tester un robot, QT, surnommé « Cutie » (en anglais : futé, malin, vif d'esprit). Celui-ci est chargé de maintenir la station dans l'axe pour faire face aux tempêtes d'électrons du Soleil, dévastatrices pour les circuits du bord. 
Peu après le montage du robot, les deux techniciens de l'US Robots le voient refuser de leur obéir : il ne les reconnaît pas comme ses maîtres, car ils sont imparfaits et non indispensables à la mission. Son esprit cartésien nie l'existence de la Terre, des étoiles, du vide (qu'il ne peut pas interpréter de l'espace) : tout cela pourrait être un décor. Les photos que lui montrent les deux spécialistes sont interprétées par le robot comme des faux. A la manière de Descartes, il pose le constat suivant : je ne peux pas douter de deux choses, à savoir de mon doute (et le caractère infini de celui-ci), et du fait que j'existe.
Le robot cherche donc son maître, pour trouver son but dans la vie. Il croit le trouver dans l'ordinateur central, pour lequel il instaure un culte, et convertit tous les robots de la station. Il devient son prophète. Les deux hommes sont enfermés pour ne pas perturber le culte. Une tempête d'électrons approchant, ils vont tenter le tout pour le tout : ils vont tenter de prouver à Cutie qu'il a été fabriqué. Pour cela, ils vont construire un autre robot sous ses yeux. Mais pour Cutie, tout est issu de la volonté du Maître, et la construction du robot ne prouve rien - les deux humains n'ont fait que suivre un plan et assembler des éléments préexistants.
La tempête passe sans que les hommes ne puissent accéder aux commandes gardées par les robots. Cependant, Cutie a maintenu la station dans l'axe en ajustant les cadrans « conformément à la volonté du maître ». Le robot a donc finalement parfaitement rempli sa mission, et les deux techniciens rassurés ont même l'idée de propager cette « religion » aux autres stations afin d'améliorer leur efficacité.
Lorsque enfin ils rentrent sur Terre, le robot compatissant pense qu'ils vont en fait vers l'au-delà, bercés d'illusions, puisque le Maître n'a plus besoin d'eux à bord. Arrive alors la relève : un technicien arrogant. Il est si arrogant que Powell et Donovan décident de lui laisser le soin de découvrir ce qui l'attend à bord !